# Leptospermum macrocarpum
Leptospermum macrocarpum là một loài thực vật có hoa trong Họ Đào kim nương. Loài này được (Maiden & Betche) Joy Thomps. mô tả khoa học đầu tiên năm 1989.

## Hình ảnh

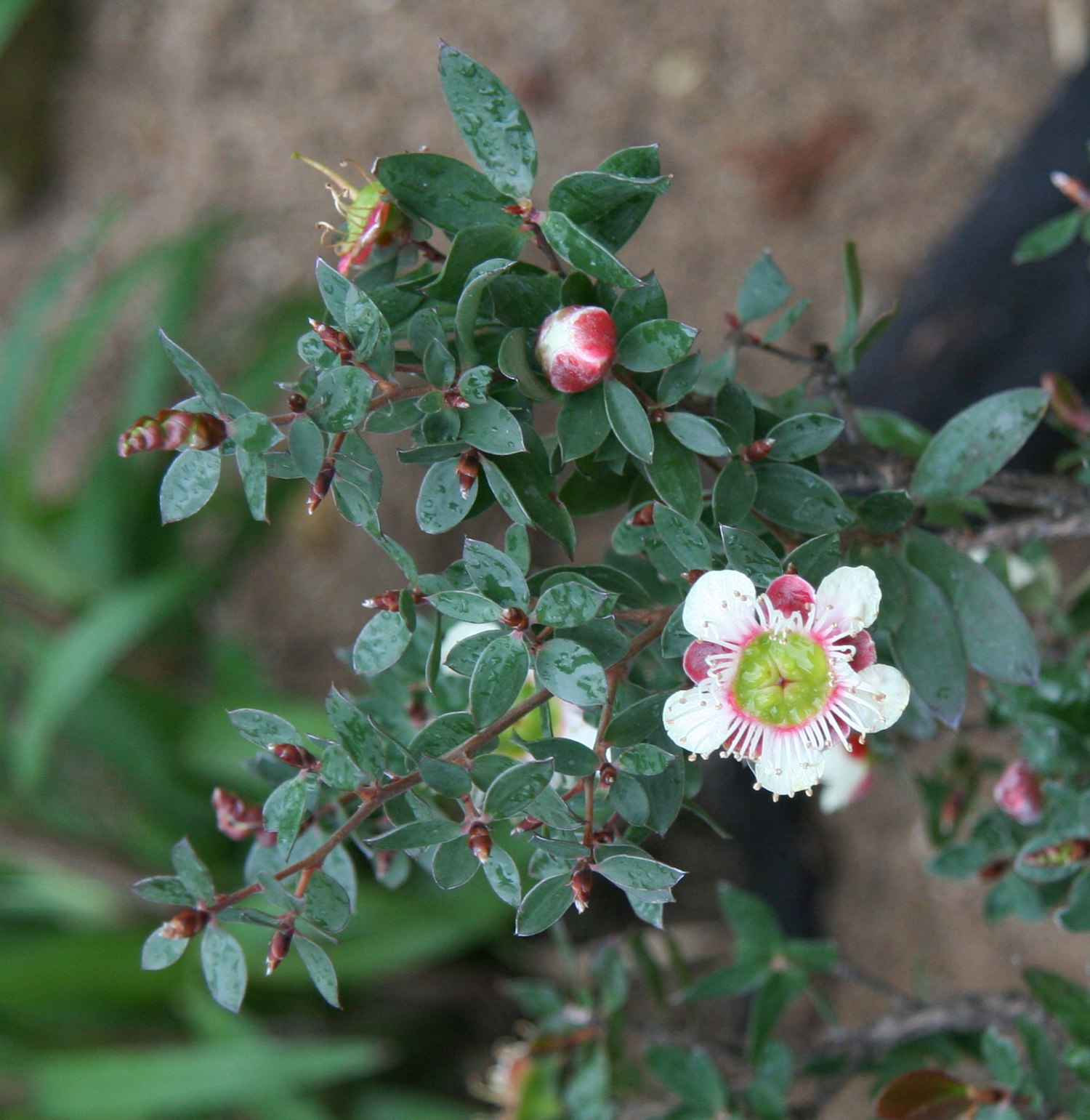